# 323
Cette page concerne l'année 323  du calendrier julien. Pour l'année 323 av. J.-C., voir 323 av. J.-C. Pour le nombre 323, voir 323 (nombre).
L'année 323 est une année commune qui commence un mardi.

## Événements
- Printemps : des bandes de Goths dirigées par le tervinge Rausimod ravagent la région danubienne. Constantin contre-attaque, après avoir publié le 28 avril une loi condamnant à mort tout Romain qui collaborerait avec les Barbares. Il poursuit ses ennemis dans leurs territoires sur la rive gauche du Danube. Rausimod est tué. Constantin est salué Gothicus Maximus pour la seconde fois. Pendant l'expédition, il empiète sur le territoire de Licinius, ce qui déclenche les hostilités entre les deux empereurs[1].
- Octobre : Le synode de Bithynie, réuni par Eusèbe de Nicomédie, tente de lever l’excommunication d’Arius[2].

## Naissances en 323
- Constant Ier, empereur romain associé (ou 320).